# Giacinto Corio
Giacinto Corio (Crescentino, 31 maggio 1796 – 22 marzo 1870) è stato un agronomo italiano, collaboratore di Camillo Benso, conte di Cavour.

## La famiglia Corio
Originaria di Casalborgone, piccolo centro agricolo nei pressi di Chivasso nel torinese, faceva parte del ceto sociale dei grandi affittuari agricoli che allora caratterizzavano la pianura padana. 
Si trattava di famiglie in genere benestanti, le quali prendevano in gestione aree di territorio, solitamente appartenenti a famiglie nobili, per farle fruttare in cambio di una locazione in denaro o parte della produzione da inviare alla proprietà stessa. Si trattava di una pratica risalente alla società feudale del medioevo, in parte evolutasi nel tempo.
Proprio per avvicinarsi ai nuovi terreni presi in affitto, alla fine del XVIII secolo la famiglia Corio si trasferì a Crescentino, e successivamente a Livorno Vercellese.

## Biografia
Non si hanno notizie particolareggiate sulla giovinezza del Corio, sappiamo con certezza solo che era il secondo di tre fratelli e che nacque a Livorno Vercellese nel 1796. Da alcune sue missive inviate a Cavour si può comunque evincere che la perdita del padre, Carlo, avvenuta nel 1813, costrinse il diciassettenne Giacinto a dedicarsi presto all'agricoltura per sostenere la famiglia.
Nemmeno sulla sua formazione vi sono informazioni documentate, ma anche in questo caso dai suoi scritti, ed in particolar modo dalla corrispondenza che teneva con Cavour si può rilevare una buona conoscenza dell'inglese e del francese, indice del compimento di studi piuttosto avanzati rispetto alla media dell'epoca.
Divenuto adulto, incontrò Cavour fra il 1843 ed il 44. Da allora l'esistenza di Corio fu influenzata notevolmente dalla vicinanza con il conte, ma non era conosciuto solo per questo: la sua posizione gli permetteva una certa agiatezza, la quale a sua volta gli permise di investire notevoli somme in svariati ambiti, come gli immobili, la meccanizzazione agricola al tempo agli albori, oppure di speculare sul guano introdotto proprio da Cavour nell'agricoltura piemontese. Importante era anche il suo impegno in alcune società importanti all'epoca, comprese le nascenti ferrovie piemontesi.

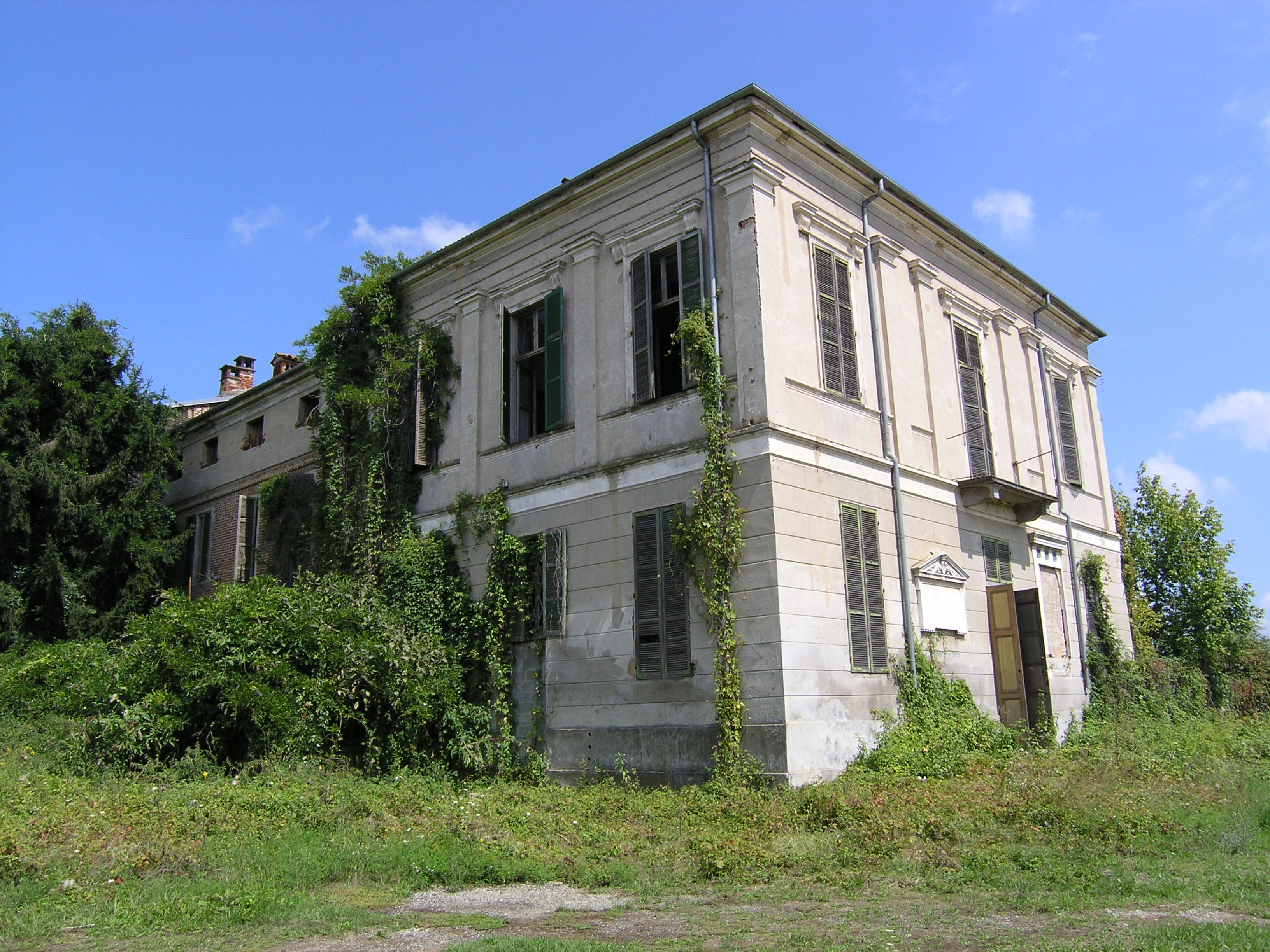
La tenuta dei Cavour a Leri

Attività personali e vicinanza con un personaggio in auge come Cavour lo portarono a ricoprire anche cariche pubbliche nelle neonate istituzioni liberali, fatti che gli permisero anche di conoscere personalmente importanti personaggi del momento, come Luigi Carlo Farini ed il figlio Domenico, Bartolomeo Bona, Carlo Cadorna ed altri ancora, fino a Giuseppe Verdi, il quale si recò a visitare Cavour a Leri nel 1859.
È importante sottolineare che, nonostante fosse innegabilmente un personaggio in vista, Corio non fece mai della sua notorietà uno strumento per ottenere onori o potere, appare anzi evidente che egli non ambiva alle cariche cui avrebbe facilmente potuto avere accesso (nel 1855 rifiutò la carica di sindaco di Livorno Vercellese, pregando proprio Cavour di evitargli la nomina) anche se spesso era obbligato a ricoprire determinate posizioni, in qualità di persona di fiducia del conte. Dai rapporti epistolari con il conte di evidenzia la predilezione di Corio per il lavoro e l'impegno. Quando non era impegnato ad amministrare le proprietà di Cavour, egli si dedicava alla scrittura di testi di agricoltura pratica o allo studio di nuovi attrezzi agricoli.
Riguardo alla sua morte è dato conoscere solo la data, il 22 marzo 1870. Il luogo è incerto, ma con ogni probabilità avvenne a Livorno Vercellese, dove abitualmente risiedeva oppure a Leri Cavour, località vicina amministrata per conto di Cavour.
Lasciò due figli, Carlo e Giovanni. Del secondo non viene più fatto cenno dalla dipartita del padre, mentre Carlo subentrò a Giacinto nella gestione di Leri fino al 1873, anno in cui lo cedette al figlio Camillo. Carlo Corio morì nel 1880

## La collaborazione con Cavour

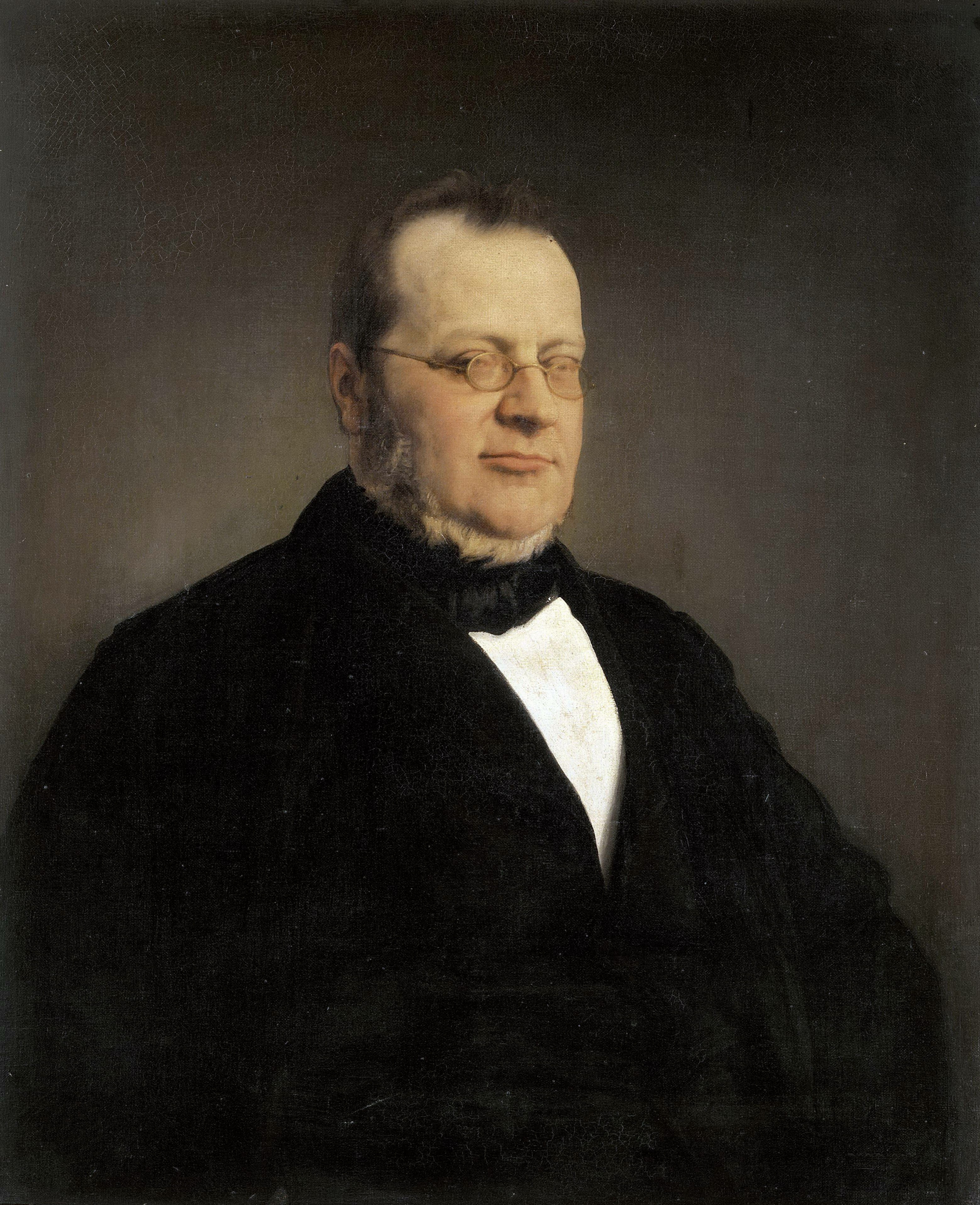
Camillo Cavour

Giacinto Corio fu uno dei principali collaboratori di Camillo Cavour per quanto riguardava le questioni agricole, dapprima come semplice affittuario come nella tradizione della sua famiglia, successivamente come socio del conte nella gestione di diverse tenute agricole (prima fra tutte, Leri, ma anche Montarucco e Torrone dei banditi, tutte proprietà della famiglia Benso per un totale di 1177 ettari).
Cavour scelse proprio Corio in quanto egli aveva fama di agricoltore con grande esperienza e dalle larghe vedute, utile ad assecondare ed attuare le innovazioni che Cavour voleva introdurre in campo agricolo. Nel 1846 rese stabile e regolare la collaborazione di Corio con un contratto d'affitto, e nel 1848 gli propose per la prima volta un contratto sociale, rifiutato dallo stesso Corio in quanto troppo oneroso. Solo nel 1849 si stabilì il contratto che sancì l'associazione fra Giacinto Corio, Camillo Cavour ed il fratello di quest'ultimo Gustavo.
Si trattava di un contratto molto differente rispetto a quelli normalmente sottoscritti all'epoca: invece di preoccuparsi solamente di ottenere un profitto, il contratto scritto dal conte incoraggiava le innovazioni accomunando Corio ai proprietari e stabilendo a chiare lettere il suo compito di
«Dare sempre maggiore sviluppo al sistema di miglioramento introdotto nell'amministrazione dei tre tenimenti da parecchi anni per opera in gran parte del Sig. Corio».
Questa novità, assieme ad altre semplificazioni presenti nel contratto, lasciarono spazio a cambiamenti che portarono ottimi risultati, in special modo presso la tenuta di Leri.
I benefici di queste innovazioni cessarono con la prematura morte del conte ed il successivo passaggio delle proprietà al fratello e poi al di lui figlio, che riaffittarono i terreni a Corio stipulando però contratti tipici per l'epoca, alla ricerca esclusiva di rendita.